# Sinovitis vil·lonodular pigmentada
La sinovitis vil·lonodular pigmentada (SVP) és un conjunt de malalties caracteritzades per la inflamació i el creixement excessiu del revestiment de les articulacions (la membrana sinovial). En general, afecta el genoll o el maluc. També pot afectar l'espatlla, turmell, colze, mà o peu. Aquest creixement de la membrana sinovial lesiona l'os proper a l'articulació. L'excés de membrana provoca un excés de líquid sinovial, causant inflamació i fent que el moviment sigui dolorós. La SVP és idiopàtica, no sembla hereditària o ser causada per certs treballs o activitats. La cirurgia pot ajudar, però, fins i tot amb tractament, la SVP pot tornar a aparèixer en la meitat dels casos. Si el dolor persisteix llavors la de radioteràpia pot ser útil. En el pitjor dels casos, caldrà una pròtesi articular.